# Siegfried Rauch
Pour les articles homonymes, voir Rauch.
Siegfried Rauch, né le 2 avril 1932 à Landsberg am Lech et mort le 11 mars 2018 à Obersöchering, est un acteur allemand. 

## Biographie

### Filmographie partielle
- 1956 : Die Geierwally
- 1957 : Der Jäger von Fall
- 1966 : Kommissar X - Drei gelbe Katzen
- 1966 : Le Saint prend l'affût
- 1967 : Le Moine au fouet (Der Mönch mit der Peitsche)
- 1967 : Mister Dynamit – Morgen küßt Euch der Tod
- 1967 : Die fünfte Kolonne - "Ein Anruf aus der Zone"
- 1967 : Das Kriminalmuseum - "Die Kamera"
- 1968 : Im Banne des Unheimlichen
- 1970 : Nous n'irons plus au bois de Georges Dumoulin
- 1970 : Patton
- 1971 : Le Mans
- 1972 : Tatort - "Kennwort Fähre"
- 1972 : Pas folle la guêpe
- 1973 : Elefantenjunge - "Die letzte Tigerjagd"
- 1973 : Little Mother
- 1974 : Der Jäger von Fall
- 1974 : Der gestohlene Himmel / Alternativer Titel :  Wetterleuchten über dem Zillertal
- 1974 : Der kleine Doktor : "Die Notbremse"
- 1975 : Les Grands Détectives, série, épisode L'inspecteur Wens : Six hommes morts de Jacques Nahum
- 1976 : L'Aigle s'est envolé (The Eagle Has Landed)
- 1976–1982 : Inspecteur Derrick (série télévisée)
- 1977 : Die Standarte
- 1977 : Es muß nicht immer Kaviar sein (série télévisée)
- 1977 : Waldrausch
- 1978 : A chi tocca, tocca... !
- 1979 : Bons baisers d'Athènes (Escape to Athena)
- 1980 : Winnetou le mescalero (de) (série télévisée)
- 1980 : Au-delà de la gloire (The Big Red One)
- 1980 : Contamination (Astaron – Brut des Schreckens)
- 1981 : Wie der Mond über Feuer und Blut
- 1983 : Unsere schönsten Jahre - "Schau den Mond an"
- 1985 : Tatort - "Schmerzensgeld"
- 1986 : Irgendwie und Sowieso (de)
- 1986 : Der Stein des Todes – "Death Stone"
- 1987–1993 : Die glückliche Familie (série télévisée)
- 1990 : Feu, Glace et Dynamite
- 1991 : La Misère des riches (série télévisée)
- 1993–1997 : Wildbach (série télévisée)
- 1997/1999-2013 : Das Traumschiff
- 2002 : Eva – ganz mein Fall
- 2004 : Une île en héritage (Am Kap der Liebe) (TV)
- 2004 : L'Escale du bonheur (Das Traumschiff - Sri Lanka) (TV)
- 2005 : Die Geierwally
- 2007 : Das Wunder der Liebe
- à partir de 2008 : Der Bergdoktor
- 2008 : Au fil du voyage (TV)
- 2009 : Schwarzwaldliebe
- 2009 : Die Landärztin – Schleichendes Gift
- 2009 : Lune de miel à Marrakech (Hochzeitsreise nach Marrakesch) (TV)
- 2010 : Les Îles du bonheur (Hochzeitsreise nach Bermuda) (TV)
- 2010 : Das Traumschiff – Indian Summer
- 2011 : Beate Uhse – Das Recht auf Liebe
- 2012 : Das Traumschiff – Bali
- 2013 : Die Landärztin – Entscheidung des Herzens